# Latvijas Pirmā partija/Latvijas Ceļš
Die Latvijas Pirmā partija/Latvijas Ceļš kurz LPP/LC, umgangssprachlich auch „Šlesers Partei“, war eine von 2007 bis 2011 existierende politische Partei in Lettland, die aus der Vereinigung von LPP und LC hervorging. Im Dezember 2011 löste sich die Partei auf.

## Latvijas Pirmā partija (2002–2007)
Die christdemokratische Partei Latvijas Pirmā partija (LPP, Lettlands Erste Partei) wurde am 25. Mai 2002 gegründet und von dem lutherischen Pfarrer Ēriks Jēkabsons und Ainārs Šlesers angeführt. Die Partei vertrat eher konservative Standpunkte und stand für ein größeres Gewicht von christlichen Werten in der Politik. So zog sie 2005 vehement gegen die Gleichstellung gleichgeschlechtlicher Lebenspartnerschaften zu Felde. Auf ihr Betreiben wurde eine Ergänzung der Verfassung (Artikel 110) vorgenommen, in der die Ehe explizit als Gemeinschaft zwischen Mann und Frau definiert wird. Die LPP genoss die Unterstützung der lutherischen Kirche und christlich orientierter politischer Gruppierungen.
Bei der Parlamentswahl am 25. Oktober 2002 kam die Partei auf 9,6 % der Stimmen (10 der 100 Sitze) und ging mit weiteren Parteien eine Regierungskoalition unter Einars Repše von der Neuen Ära als Ministerpräsident ein. 2004 waren Unstimmigkeiten zwischen Ainārs Šlesers und Einars Repše für den Rückzug der LPP und das Scheitern der Koalition verantwortlich. Die Partei gehörte dennoch auch den beiden folgenden Regierungskoalitionen unter Indulis Emsis von den Grünen und Aigars Kalvītis von der Volkspartei an.
Der erste Vorsitzende Ēriks Jēkabsons musste nach seinem Rücktritt als lettischer Innenminister im Oktober 2005 auch die LPP verlassen. Ihm wurden enge Kontakte zum russischen Oligarchen Boris Beresowski vorgeworfen.
Zu der Parlamentswahl 2006 ging die LPP ein Wahlbündnis mit der Partei Latvijas Ceļš ein, das 8,59 % der Stimmen errang und damit 10 Mandate.

## Latvijas Pirmā partija/Latvijas Ceļš (2007–2011)
2007 vereinigten sich die beiden Parteien und bildeten die neue Latvijas Pirmā partija/Latvijas Ceļš (LPP/LC). 2010 bildete die Volkspartei (Tautas partija) mit ihr ein Wahlbündnis.
Als Reaktion auf die Gründung von Zatlers Reformpartei wurde am 5. August 2011 beschlossen, die Partei für die Wahl zur 11. Saeima in „Šlesers Reformpartei - LPP/LC“ (lettisch Šlesera Reformu partija-LPP/LC) umzutaufen. Sie erhielt nur 2,4 % der Stimmen und blieb damit ohne Mandat. Im Dezember 2011 löste sich die Partei auf.
Wegen illegaler Spenden und Überschreitung des Wahlkampflimits erhielt die LPP/LC-Partei vor ihrer Auflösung eine Geldstrafe von 528.870 Lats (mehr als 700.000 EUR). Die Partei wurde aufgelöst, die Geldstrafe jedoch nicht bezahlt.